# クリストフ・イン・バイエルン
クリストフ・イン・バイエルン（Christoph Herzog in Bayern, 1879年4月22日 - 1963年7月10日）は、ドイツ・バイエルン王家の傍系バイエルン公爵家（Herzog in Bayern）の公子。

## 生涯
バイエルン公マックス・エマヌエルとその妻でザクセン＝コーブルク＝ゴータ公子アウグストの娘であるアマーリエの間の第2子、次男として生まれた。全名はクリストフ・ヨーゼフ・クレメンス・マリア（Christoph Joseph Klemens Maria）。一家はミュンヘン郊外のビーダーシュタイン城に住んだので、内々でビーダーシュタイン家（Biedersteiner Linie）と呼ばれていた。1893年に父が急死し、翌1894年に母もその後を追うように病死したため、クリストフは15歳で孤児となった。
父方の伯父カール・テオドールとその妻マリア・ジョゼがクリストフと兄弟を引き取ろうとしたが、母方の祖母クレマンティーヌ・ドルレアンが反対し、3人の孫たちは本家に移らずビーダーシュタインで独立した分家を維持すべきだと主張した。このためクリストフと弟ルイトポルトは母アマーリエの女官マリア・フッガー＝グレト伯爵夫人（1859年 - 1936年）と城の侍従マックス・フォン・レトヴィッツ男爵（詩人オスカー・フォン・レトヴィッツの息子）によって養育された。伯父夫婦は時おりビーダーシュタイン城を訪れて甥たちの様子を監督するに留まった。
1894年に城主となった兄ジークフリートは、1899年の落馬事故で脳に障害が残り、廃人同様となって禁治産宣告を受けた。このためクリストフが兄の代わりにビーダーシュタイン城の当主となった。クリストフの副官にはハンス・フォン・アクスター（Hans von Axster）が任命された。 
1906年10月27日にバイエルン王国軍第1重騎兵連隊所属の少尉に任官し、第1次世界大戦従軍時も同連隊に所属していた。1911年10月25日、連隊の同僚で従甥のバイエルン王子ゲオルクと一緒に少佐に昇進している。ドイツ革命後、ヴィッテルスバッハ家の人々がバイエルン軍から除隊された際には、中佐の階級で終わっている。

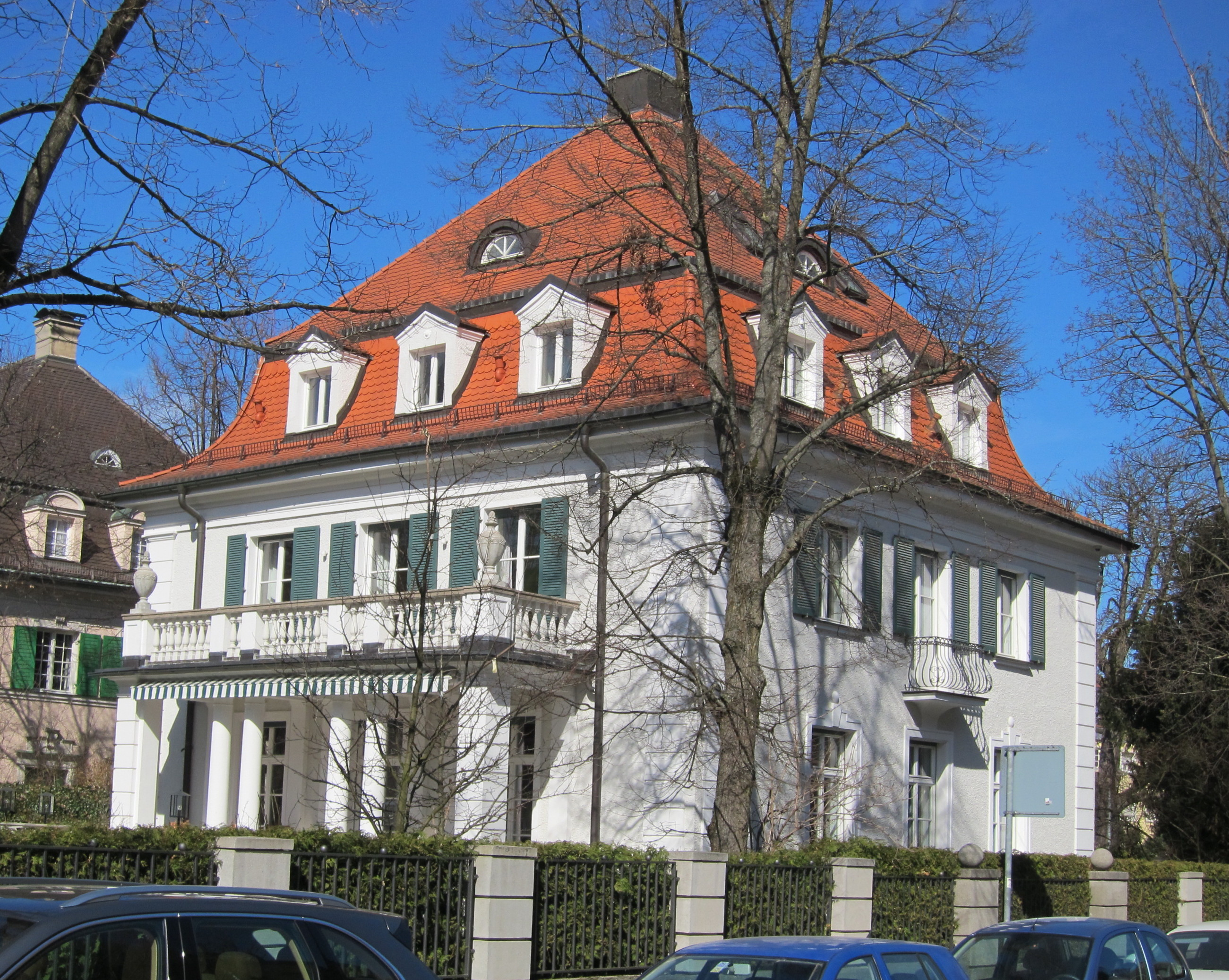
ミュンヘンのボーゲンハウゼン地区に建つ、クリストフが住まいとしたヴィラ

1924年5月14日にミュンヘンにおいて、平民女性のアンナ・ジービッヒ（Anna Sibig, 1874年 - 1958年）と結婚した。夫妻は結婚後間もなくビーダーシュタイン城を手放し、ミュンヘン・ボーゲンハウゼン地区シュターンヴァルト通り6番地（Sternwartstraße 6）にヴィラを建てて隠棲した。このヴィラは現在、ミュンヘンの観光名所の1つになっている。1963年に死去し、遺骸は妻の眠るミュンヘン森林墓地に葬られた。